# Magdalena Kludacz-Alessandri
Magdalena Kludacz-Alessandri, Magdalena Kludacz (ur. 9 stycznia 1976 w Szczecinie) – polska szachistka, mistrzyni międzynarodowa od 1998 roku. Doktor habilitowany nauk ekonomicznych. Dyrektor Kolegium Nauk Ekonomicznych i Społecznych Politechniki Warszawskiej w kadencji 2020-2024

## Kariera szachowa
Jest pięciokrotną medalistką mistrzostw Polski juniorek: złotą (Brzozów 1990 – MP do 16 lat), dwukrotnie srebrną (Piechowice 1988 – MP do 12 lat [nieoficjalne], Grudziądz 1993 – MP do 18 lat) oraz dwukrotnie brązową (Piechowice 1989 – MP do 14 lat, Żagań 1996 – MP do 20 lat). W 1996 r. zadebiutowała w finale mistrzostw Polski seniorek. Do 2000 r. w finałowych turniejach wystąpiła pięciokrotnie, najlepsze wyniki notując w Sopocie (1998, V miejsce) oraz we Wrocławiu (1999, V miejsce). W 2001 r. reprezentowała Polskę na mistrzostwach Europy w Warszawie. W tym samym roku podzieliła III miejsce w otwartym turnieju w Sztokholmie. W 1997 r. zdobyła w Krynicy brązowy medal drużynowych mistrzostw Polski, w barwach klubu "Rymer" Niedobczyce. Była również dwukrotną medalistką drużynowych mistrzostw Polski w szachach błyskawicznych: złotą (Rybnik 2003) i brązową (Żnin 2000), oba w barwach klubu PTSz Płock.
Najwyższy ranking w dotychczasowej karierze osiągnęła 1 stycznia 2000 r., z wynikiem 2261 punktów zajmowała wówczas 8. miejsce wśród polskich szachistek.

## Kariera naukowa
Ma stopień naukowy doktora nauk ekonomicznych w zakresie ekonomii, specjalność: rachunkowość. Pracę doktorską obroniła w 2005 na Uniwersytecie Szczecińskim. Obecnie pracuje w Kolegium Nauk Ekonomicznych i Społecznych w Płocku na Politechnice Warszawskiej. Od września 2020 roku pełni funkcję Dyrektora Kolegium Nauk Ekonomicznych i Społecznych Politechniki Warszawskiej Filii w Płocku.